# Jan Pfennig

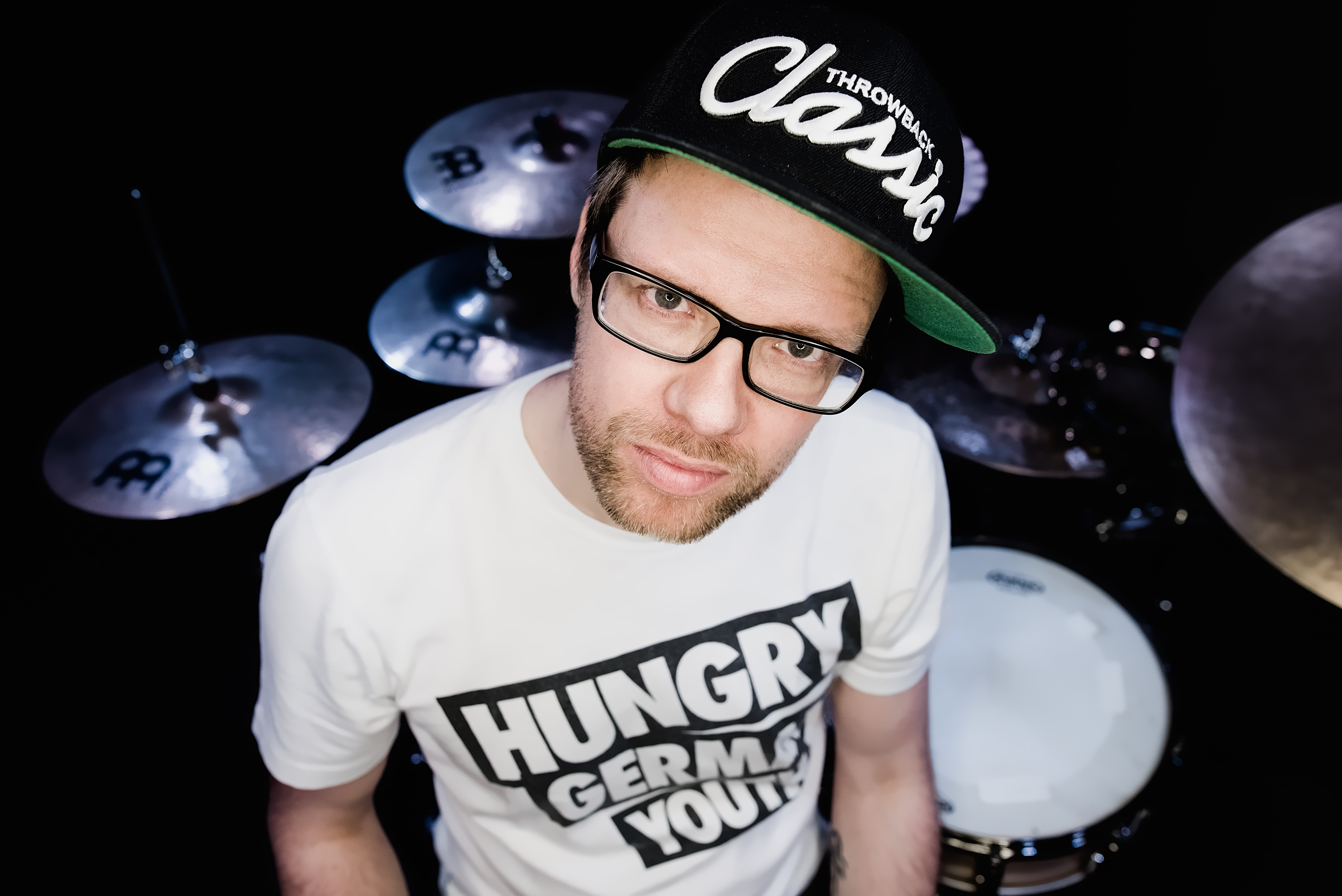
Jan "Stix" Pfennig

Jan „Stix“ Pfennig ist ein deutscher Schlagzeuger und Autor von Lehrwerken. Er ist Urheber der Spiderpedaltechnique, bei der er vier Fußpedale gleichzeitig nutzt, um komplexe und polyrhythmische Muster zu erzeugen.

## Leben
Jan Pfennig zog nach Berlin, um an der Hochschule für Musik Hanns Eisler Berlin ein Studium im Fach Schlagzeug mit dem Schwerpunkt Jazz und Popular Musik aufzunehmen. Seine musikalische Karriere begann 1999, als er der Chartband Band Ohne Namen beitrat. Im selben Jahr initiierte er eine wöchentliche Jam-Session im Acud in Berlin die bis 2011 fortgesetzt wurde. 2000 gründete Pfennig mit Gitarrist Holger Tretzack das live Drum&Bass Projekt Human Sampler, das fast zwei Jahrzehnte aktiv war. Ab 2005 spielte er mit der Band Rotfront, mit der Band er bis 2013 zwei Alben aufnahm.
Im Jahr 2009 begleitete er den deutschen Rapper Marteria/Marsimoto auf Tour, und von 2008 bis 2015 war er als Drummer des deutschen Rappers Sido tätig. 2011 gründete Pfennig mit seiner Band The Swag das Berliner Hip-Hop-Event The Swagjam, das bis heute wöchentlich im Berliner Badehaus Club stattfindet.
Seit 2012 ist Pfennig Dozent an der Berliner Schlagzeug Akademie Drumtrainer-Berlin und unterrichtet dort u.a. Special-Workshops wie Ableton/Drums&Electronics, Drum&Bass-Drumming, Swagdrumming.
2015 veröffentlichte er das Rhythmuskonzept Swagdrumming im AMA Verlag. Das Konzept beschäftigt sich mit Quintolen-Drumming und basiert auf einem Übersetzungsschlüssel, mit dem man Rhythmen und Pattern aus einem Sechzehntel-Noten Raster in ein quintolisches Noten Raster übertragen kann. 2017 erschien der zweite Band, Swagdrumming II, der das Konzept vertieft und um das Septolen-Drumming erweitert.
Im Jahr 2017 gründete Jan „Stix“ Pfennig sein Solo-Projekt Stixonspeed, in dem er als Live-Drum&Bass-Act mit der von ihm entwickelten Spiderpedaltechnique auftritt. Das Projekt verfolgt das Ziel, die DJ-Clubszene mit live gespielter elektronischer Musik zu ergänzen. Das Projekt wurde 2023 und 2024 mit dem Drum&Bass Award Germany in der Kategorie „Best National Live Drum&Bass Act“ mit dem 1. Platz ausgezeichnet.
Weitere Engagements führten Pfennig 2017 als Drummer und Vorband mit Stixonspeed auf die Abschiedstour der Irie Révoltés. Zwischen 2019 und 2020 wurde Pfennig mit seiner Band The Swag vom deutschen Basketball-Bundesligisten Alba Berlin engagiert und spielte in der Berliner Uber Arena bei den Heimspielen in den Spielpausen Live-Musik.
Von 2019 bis 2020 tourte er als elektronischer Schlagzeuger mit dem Rapper KONTRA K und seit 2021 begleitet er den politischen Rap-Künstler Mal Élevé als Schlagzeuger und Ableton-Operator.
In seiner Laufbahn hat er u. a. mit weiteren Künstlern gespielt/zusammengearbeitet:
K.I.Z, Mark Forster, Mono & Nikitaman, Jeru the Damaja, Erykah Badu, Andrew Roachford, Jesse Boykins III, Nik Kershaw, Jimmy Somerville, Adel Tawil, Culcha Candela, Dead Prez, Jaqee, Oceana, Bass Sultan Hengzt, Moses Pelham, Afrob, Nadja Benaissa (No Angels), Simon Grohe, Fargo, B-Tight, Flowin Immo, MC Rene, Horace Brown, Funk Delicious.

## Auszeichnungen und Ehrungen

### MitStixonspeed
- 2024: Drum and Bass Awards Germany: 1. Platz „Best National Live Drum and Bass Act“[17]
- 2023: Drum and Bass Awards Germany: 1. Platz „Best National Live Drum and Bass Act“[17]
- 2022: Drum and Bass Awards Germany: 2. Platz „Best National Live Drum and Bass Act“[17]

### MitThe Swag
- 2022: Listen to Berlin Awards: 1. Platz in der Kategorie “Promotion and Development of the Berlin Music Scene”[21]

### MitRotfront
- 2010: Global RUTH (Weltmusikpreis)[22]

## Werke
- Swag-drumming. HipHop-Grooves im Inbetween-Feel. AMA Verlag, Brühl 2015, ISBN 978-3-89922-207-4.
- Swag-drumming. HipHop-Grooves im Inbetween-Feel. AMA Verlag, Brühl 2016, ISBN 978-3-89922-209-8. (Englische Version)
- Swag-drumming II. HipHop-Groove-Konzepte mit Quintolen und Septolen. AMA Verlag, Brühl 2018, ISBN 978-3-89922-234-0.

## Diskografie

### Stixonspeed
- At The End Of The Tunnel (2019, Record Jet)
- All you do (2021, Storno Beatz)
- Secrets (2021, Storno Beatz)

### Sido
- „30/11/80“ (Live-DVD 2014, Universal Music)[23]

### The Swag
- Elements (Album 2017, Urbanheat Recordings)

### Mono&Nikitaman
- Live at Summerjam-Festival (Fernsehsendung WDR-Rockpalast 2015)[24]

### Rotfront
- Emigrantski Raggamuffin (Album 2009, Essay Recordings)
- Visa free (Album 2011, Essay Recordings)

### Band Ohne Namen
- One Minute – live in Kassel (Album See my life 2001, X-cell Records)